# Холт, Грейстон
Грейстон Холт (англ. Greyston Holt) — канадский актёр и музыкант. Наиболее известен по одной из главных ролей в сериале «Укушенная», а также по роли молодого Эмерсона Хаузера в сериале «Алькатрас».

## Биография
Грейстон Холт родился 30 сентября 1985 года в Калгари, Канада. Его бабушка и дедушка, Майк и Эдит Стефанчик эмигрировали из Венгрии в 1957 году, в город Летбридж. Холт начал играть на гитаре в 13 лет, участвовал в нескольких музыкальных группах в средней школе и в возрасте 19 лет основал хардкор-метал группу.

## Карьера
Он переехал в Ванкувер после окончания средней школы, чтобы продолжить актерскую карьеру. Там же он занимался сноубордингом.
Первую роль получил в 2004 году, снявшись в гомоэротическом фильме ужасов «Сестринское братство» режиссёра Дэвида ДеКото. В 2012 появился в нескольких эпизодах телесериала FOX «Алькатрас» в роли молодого Эмерсона Хаузера. В 2013 сыграл Сета Гандерсона в пилотном эпизоде сериала «Кедровая бухта», но затем был заменён на Кори Севье. В 2014 году получил центральную роль в сериале «Укушенная».

## Фильмография
| Год       |    | Русское название                              | Оригинальное название                 | Роль                   |
| --------- | -- | --------------------------------------------- | ------------------------------------- | ---------------------- |
| 2004      | ф  | Сестринское братство                          | The Sisterhood                        | Дэн                    |
| 2005      | с  | На Запад                                      | Into the West                         | Аарон Уилер            |
| 2006      | тф | Девушка, похожая на меня: история Гвен Араухо | A Girl Like Me: The Gwen Araujo Story | Джейсон Нейборс        |
| 2007      | с  | Тайны Смолвилля                               | Smallville                            | Тобиас Райс            |
| 2007      | с  | Кровные узы                                   | Blood Ties                            | Брендан                |
| 2007      | с  | 4400                                          | The 4400                              | Байрон Лиллибридж      |
| 2007      | с  | Флэш Гордон                                   | Flash Gordon                          | Кит Паркс              |
| 2008      | ф  | Пропащие ребята: Племя                        | Lost Boys: The Tribe                  | Ивейн Монро            |
| 2010      | тф | Фальшивомонетчики                             | Fakers                                | Таннер Крукшенк        |
| 2011      | с  | Звёздные врата: Вселенная                     | SGU Stargate Universe                 | капрал Рейнольдс       |
| 2011      | с  | Горячая точка                                 | Flashpoint                            | Кевин Бэйнс            |
| 2012      | с  | Однажды в сказке                              | Once Upon A Time                      | Фредерик               |
| 2012      | тф | Закон Ханны                                   | Hannah's Law                          | Уайетт Эрп             |
| 2012      | тф | Она заставила их сделать это                  | She Made Them Do It                   | Рик Халл               |
| 2012      | с  | Алькатрас                                     | Alcatraz                              | молодой Эмерсон Хаузер |
| 2013      | с  | Мотив                                         | Motive                                | Скотт Хэйворд          |
| 2013      | с  | Кедровая бухта                                | Cedar Cove                            | Сет Гандерсон          |
| 2014      | с  | Сверхъестественное                            | Supernatural                          | Дэйл                   |
| 2014      | ф  | Не вижу зла 2                                 | See No Evil 2                         | Уилл                   |
| 2014—2016 | с  | Укушенная                                     | Bitten                                | Клэйтон Дэнверс        |
| 2016—2017 | с  | Завтра не наступит                            | No Tomorrow                           | Михаил                 |
| 2017      | с  | Где-то между                                  | Somewhere Between                     | Кайл                   |
| 2018      | с  | Дубль два                                     | Take Two                              | Дилан                  |
| 2019      | с  | Сотня                                         | The 100                               | Маркус Кейн II         |
| 2019      | с  | Бэтвумен                                      | Batwoman                              | Тайлер                 |
| 2020      | с  | 50 штатов страха                              | 50 States of Fright                   | Скотт Вилк             |
| 2020      | тф | Через всю страну под Рождество                | Cross Country Christmas               | Макс Купер             |